# Sergej Anatol'evič Preminin
Sergej Anatol'evič Preminin (in russo Сергей Анатольевич Преминин ?; Skornjakovo, 18 ottobre 1965 – K-219, 3 ottobre 1986) è stato un militare sovietico, insignito del titolo di Eroe della Federazione Russa per il suo ruolo durante l'affondamento del sottomarino nucleare lanciamissili K-219.

## Biografia
Nacque il 18 ottobre 1965 nel villaggio di Skornjakovo,, nell'oblast' di Vologda, nella Repubblica Socialista Federativa Sovietica Russa, all'interno di una famiglia della classe operaia. Studiò inizialmente alla scuola nella città di Krasavino e, dopo aver completato otto classi, alla scuola professionale n. 4 a Velikij Ustjug. Il 24 ottobre 1984 fu arruolato nella Marina dell'URSS e dal novembre successivo si addestrò nel 2º distaccamento di addestramento della Flotta del Nord. Dopo il diploma, prestò servizio come operatore di sentina nell'equipaggio del sottomarino nucleare K-241 appartenente alla 19ª Divisione sottomarini della Flotta del Nord.
Il 4 settembre 1986 si trovava imbarcato sul sottomarino nucleare lanciamissili balistici (SSBN) K-219 al comando del capitano di secondo rango Igor' Anatol'evič Britanov, quando il sottomarino salpò da Murmansk per raggiungere la sua aerea di pattugliamento nei pressi dell'arcipelago delle Bermuda. Poco tempo dopo che il sottomarino si era immerso all'interno del pozzo di lancia numero 6, vi fu una infiltrazione d'acqua di mare causando un aumento della pressione che schiacciò il corpo del missile SS-N-6 Serb. Lo schiacciamento causò una fuoriuscita del carburante del missile, avrebbe generato una pericolosa miscela esplosiva di gas ad alta pressione.  La missione non venne interrotta e il K-219 entrò nell'Oceano Atlantico, transitando lungo la rete sonar SOSUS (Sound Surveillance System), posizionata tra Groenlandia, Islanda e Gran Bretagna dall'US Navy per intercettare i sottomarini sovietici in transito. All'epoca il K-219 imbarcava solo 15 missili in quanto, nel 1979, il battello era rimasto vittima di un incidente simile. Sempre a causa di una perdita di carburante da un missile, si era verificata un'esplosione a bordo, con successivo incendio. In quell'occasione l'equipaggio era riuscito a riportare il battello in porto. Il tubo di lancio dov'era avvenuta l'esplosione venne rimosso e mai sostituito.

## L'incidente

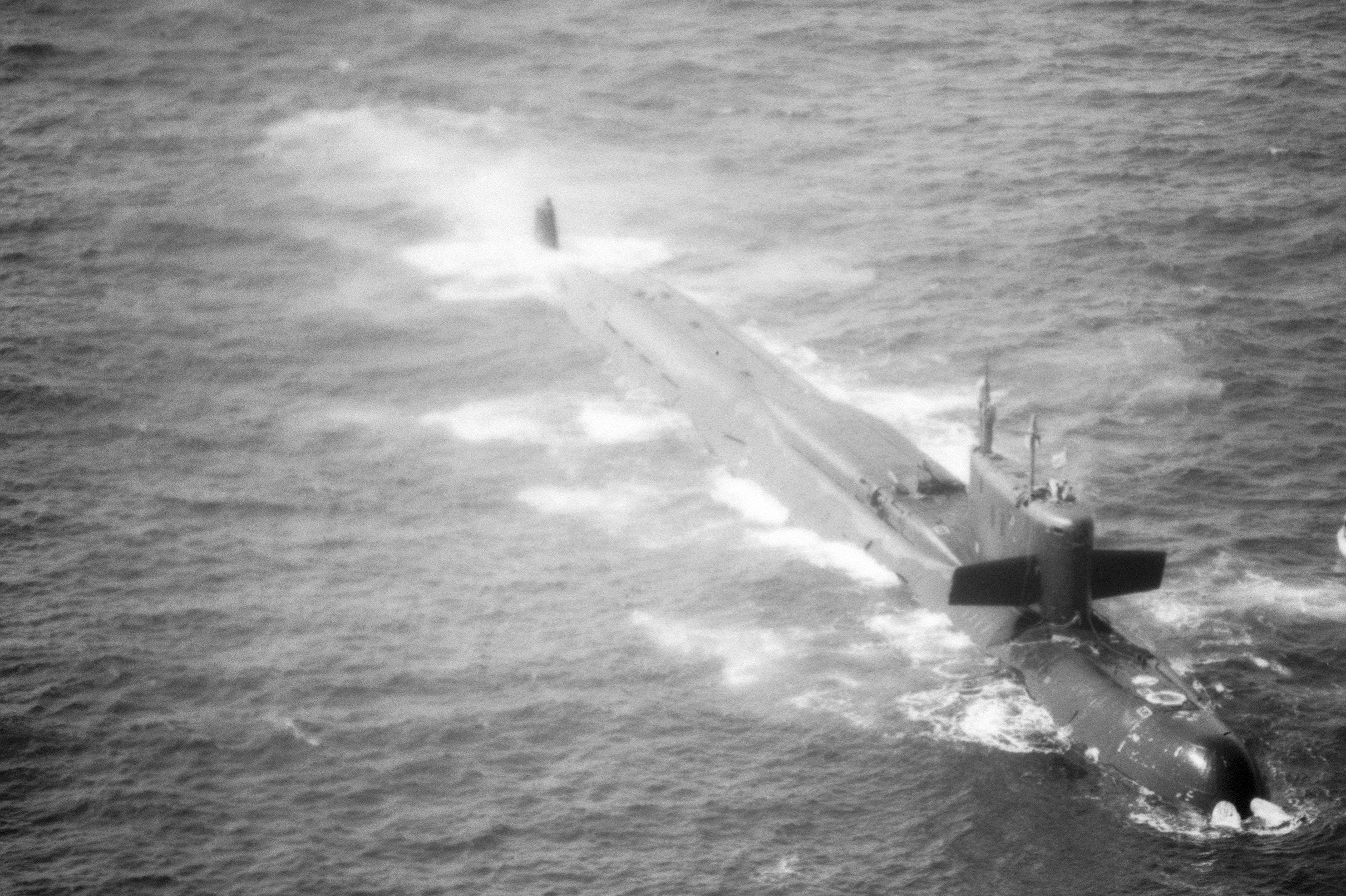
Il sottomarino K-219 in emersione dopo l'esplosione del pozzo di lancio numero sei.

Il 3 ottobre 1986, il K-219 stava svolgendo una missione di pattugliamento nel Mar dei Sargassi a 1 100 km nord est delle Isole Bermude, quando si portò a quota periscopica per effettuare un rilevamento della posizione e trasmetterlo in Unione Sovietica.  Improvvisamente il sistema di controllo della camera di lancio registrò un pericoloso aumento di pressione all'interno del pozzo numero 6. Il capitano di terzo grado Aleksandr B. Petračkov, responsabile del 4 compartimento missili, prevedendo le possibili conseguenze, diede ordine di aprire il coperchio del pozzo ma si verificò un'esplosione nel pozzo di lancio numero sei, così potente da divellere il portello superiore del pozzo proiettando in mare frammenti di plutonio altamente radioattivo provenienti dalla due testate.  Nell'esplosione persero la vita il capitano Petračkov e due membri dell'equipaggio, Charčenko e Smogljuk, che si trovavano in una cabina vicina. Inoltre con la rottura dei raccordi il compartimento missili venne invaso da un agente ossidante altamente ustionante che causò vapori letali. Esso si diffuse nei compartimenti adiacenti.
Inoltre si sviluppò un vasto incendio che danneggiò irrimediabilmente lo scafo e il sottomarino fu costretto a riemergere mentre l'equipaggio venne fatto allontanare con le scialuppe di salvataggio, e a bordo restarono solamente il comandante e pochi altri uomini. Da Mosca furono subito dirottati sul luogo del disastro tre navi mercantili che incrociavano in quelle acque, il Fëdor Bredichin, il Krasnovardejsk, ed il Bakarisa, con l'ordine di prendere a rimorchio il K-219 e navigare alla volta dell'Unione Sovietica, ascoltare le richieste di assistenza che pervenivano dal Governo degli Stati Uniti d'America.  Al momento dell'incidente, era in funzione un solo reattore nucleare e l'incendio causò un corto circuito nel circuito di raffreddamento di emergenza del reattore che ormai impossibilitato a rallentare la reazione a catena, essa avrebbe continuato a produrre energia, e soprattutto calore giungendo in breve tempo alla fusione del nocciolo. A questo punto, la reazione incontrollata avrebbe causato a sua volta una esplosione nucleare pari a quella avvenuta a Chernobyl dell'aprile precedente.
Ben sapendo che avrebbe assorbito una dose mortale di radiazioni il tenente comandante Nikolaj Belikov, ufficiale addetto al reattore, indossando una tuta protettiva e armato di una speciale chiave, entrò nel compartimento del reattore (7°), per abbassare manualmente le quattro barre di controllo, rallentando così la reazione a catena e evitando l'esplosione. A causa dell'alta temperatura (circa 70 °C), Belikov perse conoscenza e fu evacuato, mentre Preminin, indossando una tuta protettiva lo sostituì entrando a sua volta nel compartimento del reattore, e riuscendo ad abbassare le quattro barre e spegnendolo in maniera affidabile. Sfortunatamente rimase intrappolato al suo interno a causa di una depressione che rese impossibile la riapertura del portello di accesso. Il marinaio morì, dopo alcuni disperati tentativi da parte dei suoi compagni di farlo uscire, a causa delle elevatissime temperature all'interno del reattore. Per il suo estremo sacrificio fu successivamente insignito dell'ordine della Stella Rossa. Il K219 fu preso a rimorchio dal mercantile Krasnovardejsk, con l'ordine di rimorchiare lo SSBN fino a Gadžievo (che era a 7 000 km di distanza), ma il sottomarino affondò alle ore 11:02 del 6 ottobre 1986, posandosi ad una profondità di 5.500 metri. Il comandante Britanov fu l'ultimo a lasciare la nave, quando già i timoni di profondità erano scomparsi sotto la superficie del mare. All'interno dello scafo erano rimasti il corpo di Sergej Preminin e di tre altri membri dell'equipaggio deceduti immediatamente dopo l’esplosione. I quattro marinai rimasero per sempre al loro posto di combattimento. Al rientro in Patria il comandante Britanov venne rimosso dall’incarico e posto in congedo. Alla memoria di Preminin il 7 agosto 1997 fu conferito il titolo di Eroe della Federazione Russa. Per le conseguenze delle radiazioni, infine, altri quattro marinai persero la vita per complicanze da avvelenamento acuto.
Alla memoria del marinaio Sergej Preminin fu intitolata 4ª Compagnia dell'Unità di addestramento sottomarino della Flotta del Nord, unità militare 59075. Gli sono state intitolate strade a Vologda, Velikij Ustjug e Gadžievo. Nella regione di Vologda, due scuole portano il suo nome, una a Gadžievo a Krasavino, città natale del sommergibilista. Di fronte questa scuola si trova la sala di controllo del sottomarino nucleare K-423, simile al K-219 su cui morì Sergej Preminin. Monumenti a lui dedicati si trovano a Gadžievo, Krasavino e Velikij Ustjug.

### Nella cultura popolare
Nel 1997 è stato realizzato il film "Minaccia nell'Atlantico", basato sugli eventi accaduti a bordo del K-219 nella sua ultima missione. Il ruolo di Sergei Preminin è stato interpretato dall'attore Rob Campbell.

### Annotazioni
1. ↑  Era alla sua seconda missione per mare.

### Fonti
1. 1 2 3 4 5 6 7 8 9 10 11 12 13 14 15 16 17 18 19 20 21 22  Warheroes.
2. 1 2 3 4 5 6 7 8 9 10 11 12 13 14 15 16 17 18 19  Segreti della Storia.
3. 1 2 3  Alfavitnyy.
4. ↑  Chap. 8: Nuclear submarine accidents - The Russian Northern Fleet
5. ↑  Loss of a Yankee SSBN
6. ↑  Loss of a Yankee SSBN